# Jean I. d’Harcourt
Jean I. d’Harcourt, genannt le Prud’homme (* um 1198; † 5. November 1288), war ein Vizegraf von Saint-Sauveur-le-Vicomte, Herr von Harcourt und Elbeuf. Er war ein Sohn von Richard d’Harcourt und Jeanne de la Roche-Tesson.

Wappen Jeans I. d’Harcourt

Jean nahm im Gefolge König Ludwigs IX. sowohl am Sechsten Kreuzzug nach Ägypten (1248–1250) als auch, mit seinem gleichnamigen Sohn, am Siebten Kreuzzug nach Tunesien (1270) teil. Er gründete 1257 in der Nähe der Burg Harcourt die Augustinerpriorei Notre-Dame du Parc, in der er auch bestattet wurde.
Verheiratet war er seit etwa 1240 mit Alix de Beaumont († 4. Oktober 1275), einer Tochter des königlichen Kammerherren Jean de Beaumont-Gâtinais. Zu ihren zahlreichen Kindern gehörten unter anderem:
- Jean II. d’Harcourt (1245–1302), Marschall von Frankreich
- Robert d’Harcourt († 1315), ab 1291 Bischof von Coutances
- Guy d’Harcourt, ab 1303 Bischof von Lisieux
- Agnès d’Harcourt, von 1263 bis 1279 Äbtissin von Longchamp, Autorin des Vie d’Isabelle de France
- Jeanne d’Harcourt, ab 1312 Äbtissin von Longchamp